# Alpicum flóratartomány
Az Alpicum a Közép-európai flóraterület egyik flóratartománya, amely – mint neve is jelzi – az Alpokat és annak erdős nyúlványait öleli fel.

## Határai
Délről a szubmediterrán flóraterület, nyugatról és északról az atlantikus–európai flóraterület, keletről a Közép-európai flóraterület Pannonicum flóratartománya, északkeletről ugyanezen flóraterület Carpaticum flóratartománya határolja.  Az Alpicum és a Panonicum határa Soprontól keletre, a Harkai-kúpon át húzódik.

## Flóravidékei
A flóraterületet két flóravidékre osztjuk:
- nyugat-alpi flóravidék
- kelet-alpi (Noricum flóravidék)